# Big Wells
Big Wells – miasto w Stanach Zjednoczonych, w stanie Teksas, w hrabstwie Dimmit.